# Manoir de Salla
Le manoir de Salla (estonien : Salla mõis) situé dans le village Salla de la commune de Väike-Maarja du Comté de Viru occidental en Estonie.

## Histoire
Le manoir est mentionné pour la première fois en 1479. Au XVIème siècle, le propriétaire était Johann von Plettenberg, frère du maître de l'ordre Walter de Plettenberg, puis les Ermes, les Stryks au XVIIème siècle et les Brümmers au XVIIIème siècle.
En 1840, le manoir fut acquis par Heinrich Magnus Wilhelm von Essen (1796-1869), chef de la chevalerie estonienne (1845-1848) et plus tard gouverneur de Livonie.
À partir de 1868, le manoir appartenait à la famille Harpe, le dernier propriétaire avant sa nationalisation  était Ernst von Harpe.
Depuis 1921, une école est installée dans le bâtiment principal du manoir. En 1997, la bibliothèque du village a également été transférée des locaux de l'ancien bâtiment municipal de Salla au manoir.

## Parc du manoir de Salla
Le parc du manoir, d'une superficie de 4,3 hectares, se situe principalement derrière le bâtiment principal.
En son cœur se trouvent des parties d'un jardin antérieur dont il reste, entre-autres, des fragments d'allées de tilleuls.
Dans le coin nord-ouest du parc se trouvait le chêne de Plettenberg, d'une circonférence de 5 mètres et d'une hauteur de 17 mètres, qui a été détruit lors des tempêtes de la seconde moitié du XXème siècle.
Selon la tradition orale, le chêne aurait été planté par Walter de Plettenberg, maître de l'ordre de Livonie. En 2002, une sculpture en bois « Chevalier de Plettenberg » sculptée par Urmas Raup a été érigée dans le parc.
Étant l'un des parcs les plus riches en espèces de la région, le parc du manoir de Salla est protégé en tant que monument culturel et naturel,.
En 2004, la restauration des arbres des parcs du manoir de Salla et du manoir d'Emumäe a commencé sous la supervision du jardin botanique de l'Université de Tartu.

## Galerie

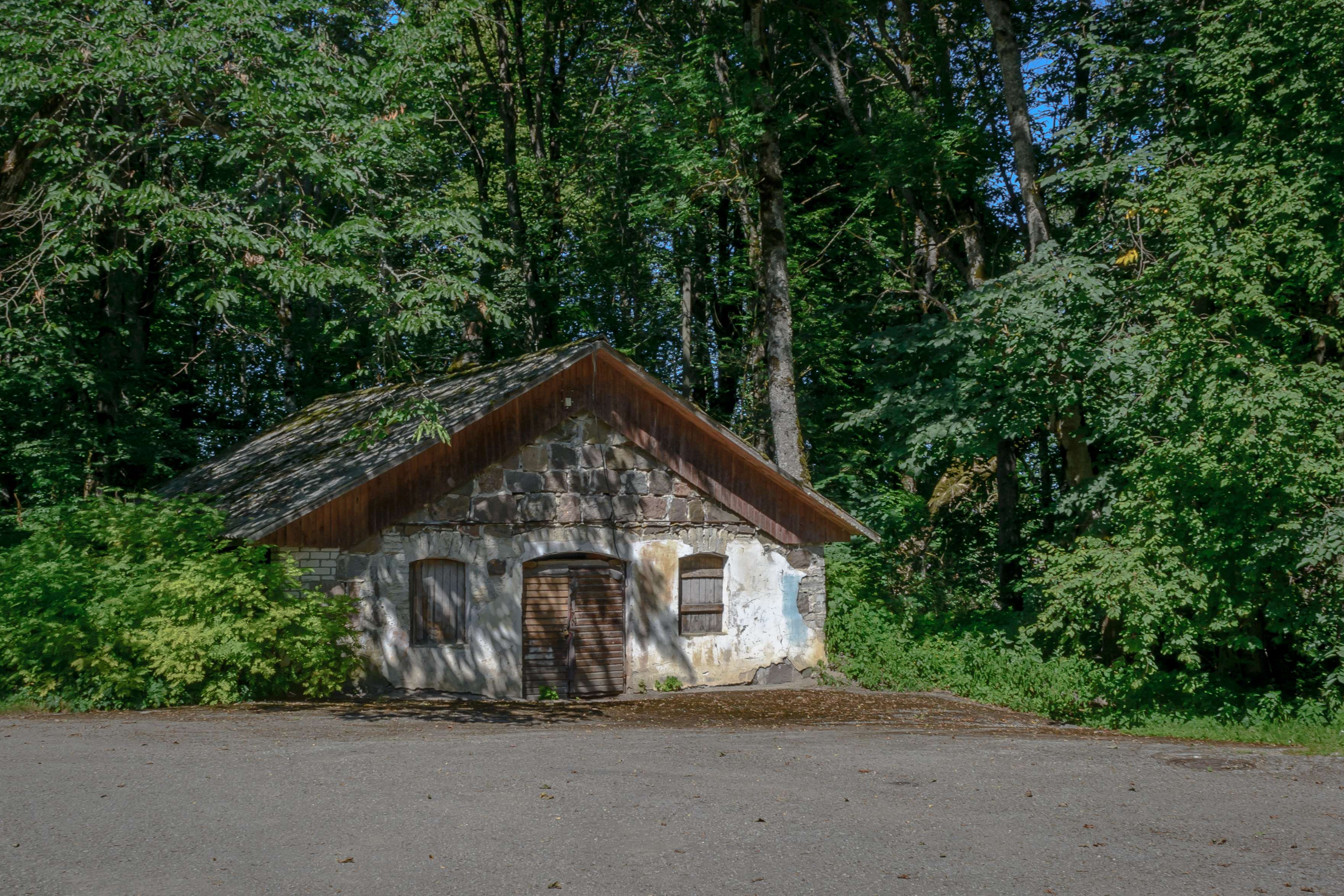
Cellier.
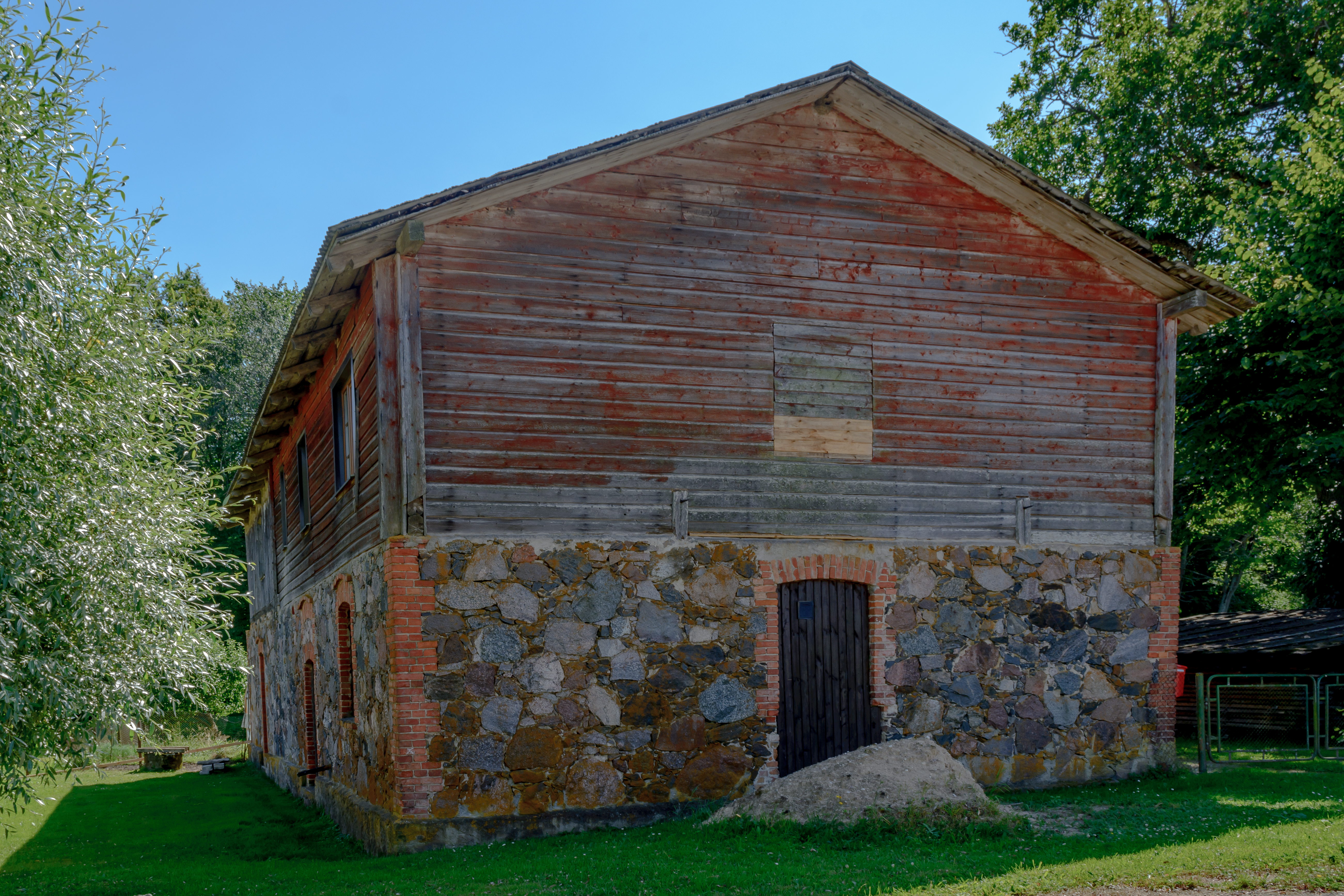
Laiterie.
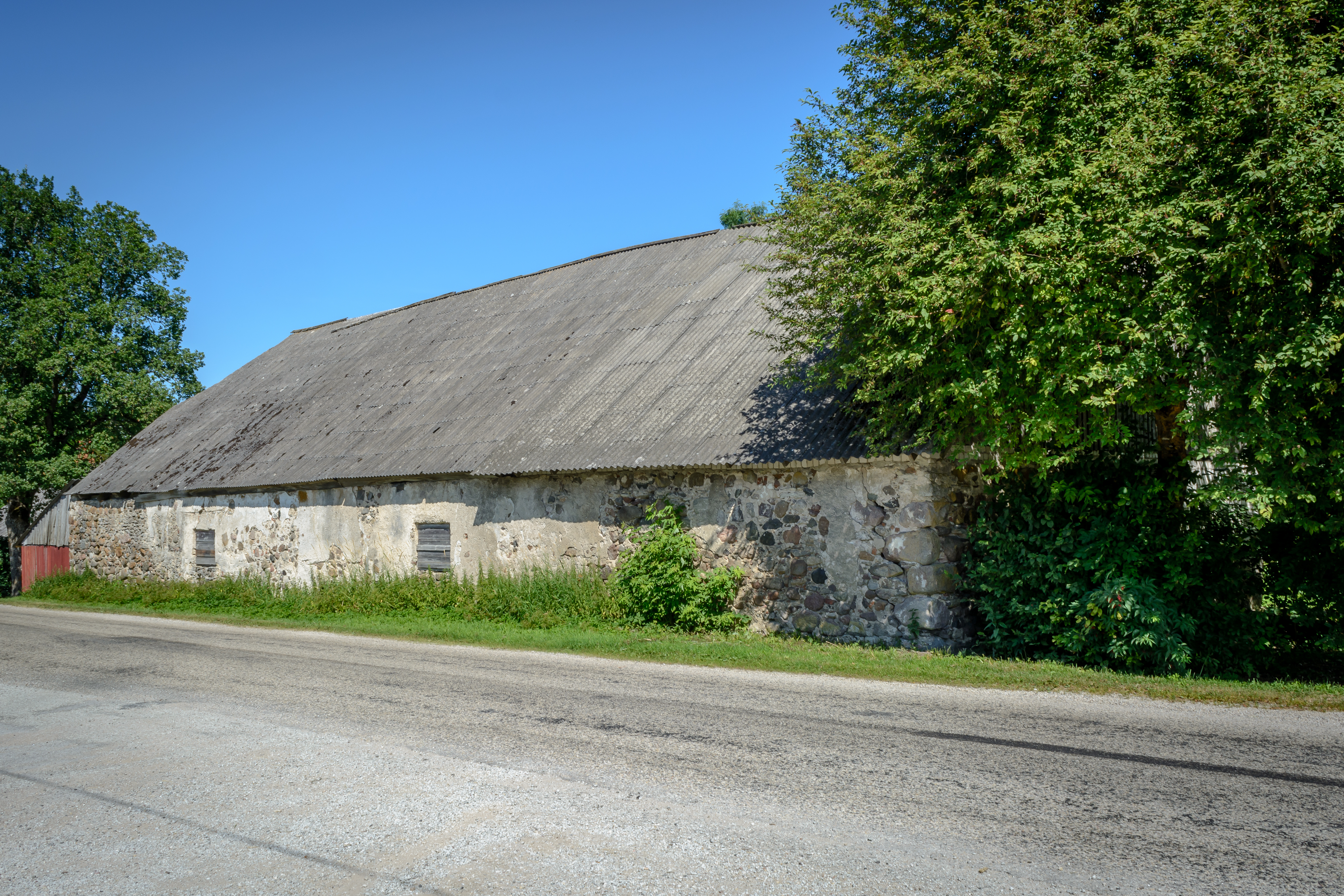
Cave à alcool.
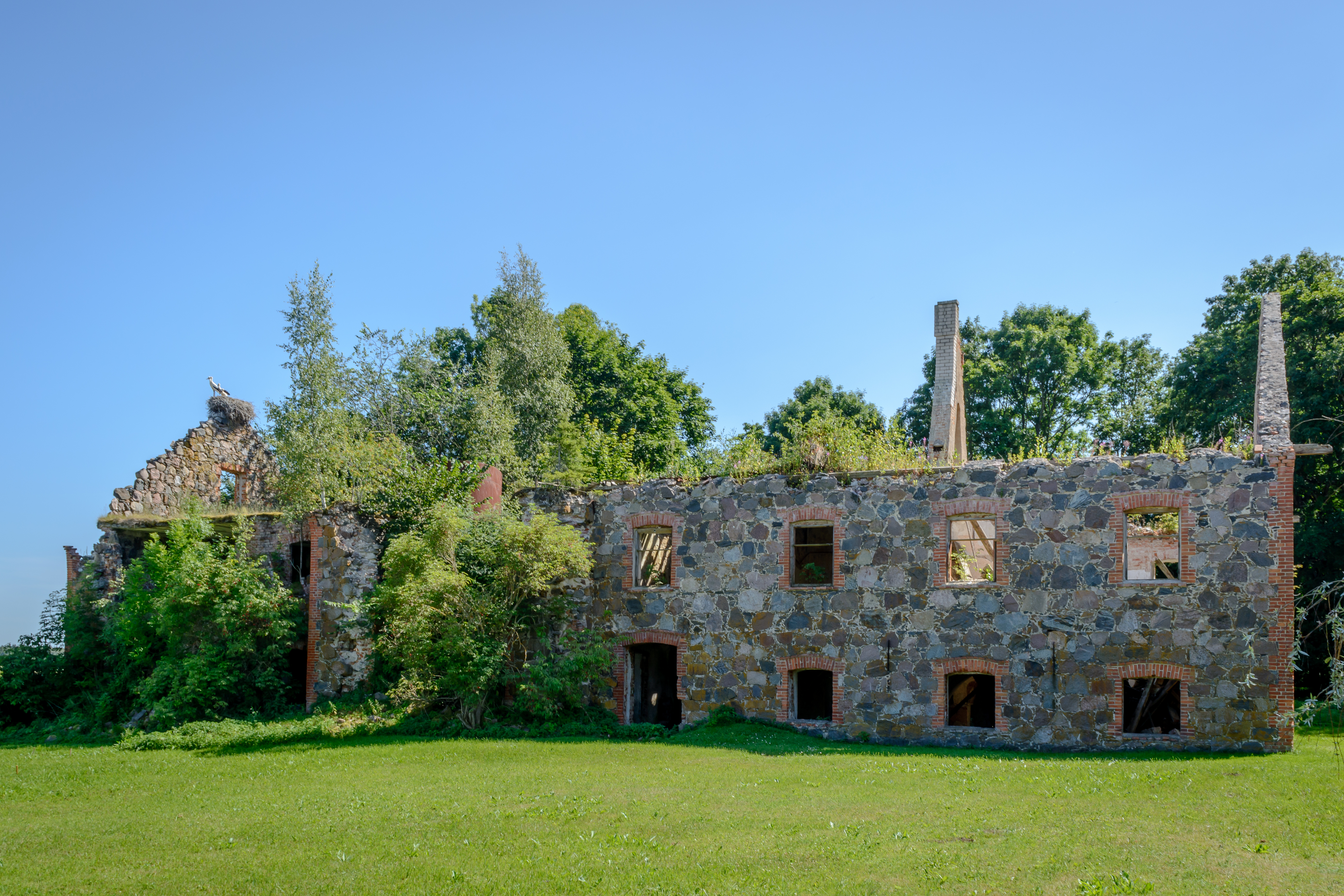
Ruines de la distillerie